# Elecciones parlamentarias de Lituania de 1920
Las elecciones parlamentarias de Lituania de 1920 tuvieron lugar entre el 14 y el 16 de abril del mencionado año con el objetivo de elegir a los integrantes de una Asamblea Constituyente, la cual se encargaría de redactar una constitución definitiva para la República de Lituania después de que esta declarara su independencia del Imperio ruso poco después de la Revolución de 1917. Se trató de las primeras elecciones parlamentarias nacionales en la historia de Lituania, así como los primeros comicios libres bajo sufragio universal para adultos en el país. Además de redactar la constitución, el Seimas constituyente se ocuparía ejercer como parlamento provisional e investiría tanto un presidente como un primer ministro.
Para los comicios se empleó un sistema de representación proporcional por listas en distritos plurinominales con distribución por método del resto mayor. El proceso electoral tuvo lugar en las semanas previas al estallido de la guerra polaco-lituana, por lo que las elecciones no tuvieron lugar en las regiones que permanecían bajo control de la gobierno polaco que el nuevo Estado lituano reclamaba como propias, incluyendo Vilna (proclamada como su capital), por lo que la capital provisional se mantuvo en Kaunas y se enmendaron los artículos de la constitución provisional anterior que exigían que la Asamblea se reuniera en Vilna. El Seimas originalmente diseñado tenía 150 escaños y se elegiría en diez circunscripciones, incluyendo tres distritos para las regiones bajo control polaco y una para el territorio de Memel, antiguamente parte del Imperio alemán con fuerte presencia étnica lituana bajo control de la Sociedad de Naciones desde el Tratado de Versalles. La votación solo fue efectiva en las seis circunscripciones correspondientes al territorio controlado efectivamente por Lituania en ese momento, que reunían 112 escaños entre ellas. Si bien el sistema estaba en gran medida diseñado para la competencia por medio de partidos políticos, se permitió la postulación de listas independientes, aunque el sistema de escrutinio y distribución todavía primó a las listas de los partidos a la hora de asignar los escaños.
A pesar de que los comicios tuvieron lugar en una atmósfera de relativa libertad, Kaunas se encontraba bajo estado de sitio después del intento fallido de Golpe de Estado pro-polaco realizado en septiembre de 1919 y los partidos representativos de la minoría polaca fueron sometidos a censura mediática y a una ola de arrestos de sus simpatizantes que limitó severamente su margen de hacer campaña. Del mismo modo, los grupos simpatizantes con la Rusia soviética (en particular el Partido Comunista) eran ilegales y operaban en forma clandestina. Progresivamente, las disposiciones del estado de sitio se irían ampliando para habilitar una mayor represión de la disidencia por parte del Estado.
El conservador Partido Demócrata Cristiano Lituano (LDKP), movimiento establecido por intelectuales nacionalistas y clérigos católicos romanos para oponerse a la supremacía ortodoxa en el zarismo, obtuvo una holgada victoria con el 35,16% de los votos y 46 escaños. Asimismo, forjó una alianza con la Federación Lituana del Trabajo (LDF) y la Asociación de Agricultores (ŪS) denominada «Bloque Demócrata Cristiano» que reunió entre sus tres componentes un 46,51% del voto popular y un total de 59 escaños, sumando mayoría absoluta y facilitando el control del Seimas. La segunda posición la obtuvo un bloque de centroizquierda integrado por la Unión Campesina (VS) de Ernestas Galvanauskas y el LSLDP, con un 22,80% y 29 escaños entre ambos. El Partido Socialdemócrata Lituano (LSDP), que compitió sin alianzas previas o acuerdos, obtuvo el 12,76% de los votos y 13 escaños. Los demás escaños correspondieron a las minorías étnicas del país, con 6 en manos de los representantes judíos y 3 en manos de los representantes polacos, debilitados por la represión. Se estima que un 90% de los lituanos en edad de votar participó en los comicios.
La Asamblea Constituyente se reunió por primera vez el 15 de mayo de 1920, eligiendo al líder de los Demócratas Cristianos, Aleksandras Stulginskis, como presidente del cuerpo, asumiendo además las prerrogativas del jefe de Estado de Lituania tras el fin del mandato provisional de Antanas Smetona. En virtud de un acuerdo de coalición entre el Bloque Demócrata Cristiano y la Unión Campesina, el líder de esta última, Kazys Grinius, asumió como primer ministro de Lituania.

## Antecedentes
Desde 1795, con la última partición de la Mancomunidad polaco-lituana, el territorio de Polonia y Lituania había estado dividido entre el Imperio alemán y el Imperio ruso, lo que llevó a múltiples revueltas de ambos pueblos en aras de restaurar su independencia a lo largo del siglo XIX. En 1915, durante la Primera Guerra Mundial, el Imperio alemán invadió el oeste del Imperio ruso y planificó una política de Mitteleuropa, que consistía en la instauración de una serie de Estados títere para servir como zona de amortiguamiento. A tal fin, después de la Revolución rusa que condujo al colapso de la monarquía zarista, la ocupación alemana autorizó la realización de la Conferencia de Vilna, con el objetivo de que esta determinara que la nación lituana se separaría de Rusia para buscar una unión estrecha con Alemania. La conferencia se celebró del 18 al 23 de septiembre de 1917, pero esta resolvió que buscaría la independencia definitiva de Lituania, y que cualquier vinculación con Alemania estaría condicionada al reconocimiento formal del nuevo Estado. El 21 de septiembre, la Conferencia (con la asistencia de 214 personas), eligió al «Consejo de Lituania», organismo de veinte miembros que se ocuparía de codificar la resolución. El gobierno alemán no autorizó que la resolución se publicara, pero permitió al Consejo proceder. La resolución estableció que, a su debido tiempo, se organizaría una «Asamblea Constituyente» para redactar una carta magna para la Lituania independiente, y que esta sería elegida «de conformidad con los principios democráticos por todos los habitantes de Lituania».

## Contexto

### Proceso de independencia de Lituania

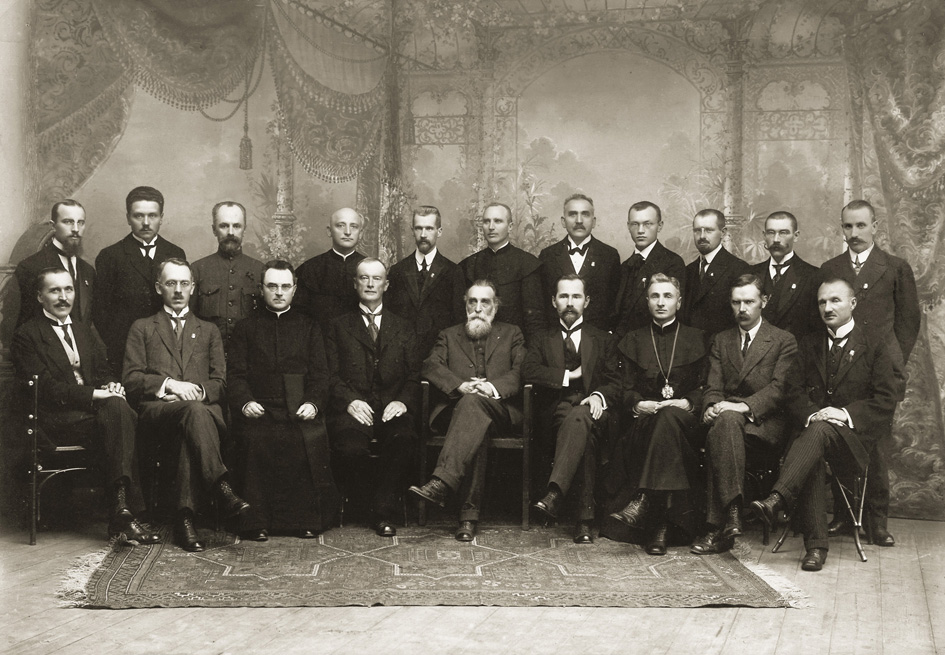
Los veinte miembros originales del Consejo de Lituania.

Desde un comienzo, el proceso de independencia de Lituania se veía dificultado por la constante interferencia de las autoridades alemanas, que tenían intereses en la región. Los primeros borradores del acta para la proclamación de independencia, redactados en diciembre de 1917, preveían «una alianza firme y permanente» con Alemania que afectaba asuntos militares, transporte, aduanas y moneda, esencialmente convirtiendo a Lituania en un protectorado alemán. Alemania no reconoció a Lituania como Estado independiente después de la resolución y no invitó a una delegación lituana a las conversaciones de las Potencias Centrales con Rusia (ya bajo control de los bolcheviques) para resolver diferencias territoriales, que resultarían en el Tratado de Brest-Litovsk. En el mismo Rusia renunciaba a sus pretensiones sobre numerosas regiones, incluyendo Lituania, pero las dejaba en la esfera de influencia de Alemania y sus aliados. Las crecientes concesiones por parte del Consejo de Lituania a los alemanes provocaron fricciones entre sus miembros, algunos de los cuales llegaron a dimitir. El 16 de febrero, el Consejo emitió la Declaración de Independencia de Lituania, un Estado democrático con capital en Vilna. En contra de las pretensiones de Alemania, la declaración de independencia aseveraba que todos los aspectos sobre las relaciones con otros países los definiría la Asamblea Constituyente elegida para tal fin. La búsqueda del Consejo de Lituania de lograr una independencia completa no vería su camino finalmente allanado sino hasta la derrota alemana en la Guerra en otoño de ese mismo año, que dejó a Alemania sin posibilidad de imponer más condiciones.
Sin embargo, finalizada la Guerra, surgieron cuestiones relativas a la consolidación de la presencia del Estado lituano en el territorio reclamado, que pasó a enfrentar la amenaza de la Polonia recién independizada y de la Rusia soviética, los cuales tenían pretensiones sobre la totalidad o parte del territorio lituano. La región de Vilna, aunque capital histórica del antiguo Estado lituano, era en general multiétnica y tenía una fuerte presencia polaca. Mientras tanto, los bolcheviques en el poder en Rusia tenían la intención de exportar la revolución socialista al resto de Europa. En diciembre de 1918, grupos comunistas lituanos proclamaron la República Socialista Soviética de Lituania, que logró controlar gran parte del norte del país. En enero de 1919, Vilna cayó en poder de los bolcheviques rusos, que apoyaron al régimen títere soviético, desatando la guerra lituano-soviética, paralela con la guerra polaco-soviética. La victoria del Consejo de Lituania en la guerra frente a Rusia motivó un tratado de paz en el cual Rusia reconocía la independencia de Lituania con Vilna como su capital. Sin embargo, el creciente avance del ejército polaco llevó a que la mayor parte del territorio fuera capturado por Polonia antes de su transferencia. Entre 1919 y 1920, en los conflictos resultantes, Vilna cambiaría hasta siete veces de bando entre el control lituano, el control soviético y el control polaco. El Consejo de Lituania se trasladó a la ciudad de Kaunas, que pasó a ejercer como capital provisional del nuevo Estado, pero no renunció nunca reclamo sobre Vilna como su capital.

### Constituciones provisionales
El 2 de noviembre de 1918, el Consejo adoptó la primera «constitución provisional» de Lituania. La elaboración de la misma se encontraba todavía limitada por las disposiciones impuestas por el Imperio alemán, que habían buscado definir inicialmente al país como una monarquía constitucional, el Reino de Lituania. Aunque las intenciones de Alemania eran que Lituania se independizara en una unión personal con el káiser Guillermo II como Rey, el 11 de julio de 1918 el Consejo de Lituania se proclamó «Consejo de Estado» y eligió al duque alemán Guillermo de Urach como Rey de Lituania con el nombre real de «Mindaugas II», elección que no fue reconocida por Alemania ni por varios sectores ampliamente republicanos del Consejo de Estado. En este período, se presentó al duque una «propuesta de doce puntos» que codificaba parcialmente las prerrogativas que tendría el Rey de Lituania, consideradas por algunos como «el embrión» de una futura constitución monárquica.
Sin embargo, a medida que el entorno internacional daba a entender que Alemania perdería la guerra, la opción monárquica perdió fuerza. El texto constitucional final fue modificado y simplemente definía a Lituania como Estado democrático, sin especificar ni la forma de gobierno ni al jefe del Estado, y dejaba en manos de la Asamblea Constituyente electa definir eso. El 4 de abril de 1919, el Consejo de Estado adoptó los «Principios Fundamentales de la Constitución Temporal» modificados. Las modificaciones se destacaron principalmente por la introducción del cargo de «Presidente», en lugar del Presidium del Consejo, para ejercer la jefatura provisional del Estado lituano, dando cada vez más a entender que el país se convertiría en una república parlamentaria.

### Convocatoria e intento de Golpe de Estado
La convocatoria a las elecciones para la Asamblea Constituyente, con el nombre de Seimas, se vio obstaculizada por las problemáticas que enfrentó el nuevo Estado lituano para ejercer su autoridad sobre el territorio en donde proclamó soberanía, en especial por la cuestión de la región de Vilna, que Lituania reclamaba como su capital pero que se encontraba bajo el control de Polonia. Los Principios Fundamentales de la Constitución Temporal establecían que la Asamblea Constituyente electa debía reunirse en Vilna. Sin embargo, el control de la ciudad por parte del Estado no era seguro en ese momento (terminaría perdiéndose definitivamente ante Polonia después de los comicios) y el gobierno provisional tenía su sede en Kaunas. En misma situación se encontraba el territorio de Memel o región de Klaipėda, bajo control de la Sociedad de las Naciones y administrada por Francia. La Ley sobre la Elección de la Asamblea Constituyente fue aprobada el 30 de octubre de 1919, estipulando también la convocatoria formal a los comicios en las circunscripciones asignadas a áreas controladas efectivamente por Lituania para los días 14 y 16 de abril de 1920. Bajo las disposiciones de la misma, se enmendaban los artículos de la constitución provisional que exigían que la Asamblea Constituyente se reuniera en Vilna hasta que el control de la capital fuese efectivo.
La convocatoria electoral tuvo lugar en un momento en el que las fases más críticas de las Guerras de Independencia de Lituania (las llamadas «Guerras de Libertad» que Lituania libró entre 1918 y 1922 para consolidar su independencia) se habían relajado después de las decisivas victorias sobre la Rusia Soviética,. que llevaron a la expulsión definitiva de los bolcheviques del territorio lituano en agosto de 1919 y a la obtención del reconocimiento de Rusia a Lituania como Estado soberano, el último cuestionamiento serio a la independencia lituana fuera de los reclamos territoriales. La victoria militar y diplomática sobre los bolcheviques dio más margen al Consejo de Estado para ocuparse de la reorganización interna.
En los meses previos a la convocatoria electoral, las tensiones entre Lituania y Polonia (que hasta entonces se habían caracterizado por una incómoda cooperación en contra de la Rusia Soviética) escalaron para peor. Desde mediados de 1919, la facción lituana de la Organización Militar Polaca influenciada por el gobierno polaco de Józef Piłsudski comenzó a planificar un golpe de Estado con miras a derrocar al Consejo de Estado de Lituania y establecer una administración favorable a una reunificación de la antigua Mancomunidad Polonia-Lituania, opción hasta entonces descartada por la mayoría del arco político lituano pero que todavía contaba con algunos respaldos residuales. El gobierno polaco había operado sobre la teoría de que el Consejo de Estado era una administración títere del Imperio alemán que no contaba con un apoyo genuino del público lituano. Sin embargo, en agosto de 1919 tuvo lugar el levantamiento de Sejny que condujo a una intervención militar del ejército polaco y forzó que Lituania se retirara de la región étnicamente mixta de Suwalki. Si bien el levantamiento fue un importante éxito para Polonia, este llevó a la inteligencia lituana a investigar más celosamente a la minoría polaca y logró descubrir el golpe, lo que condujo a su fracaso final en septiembre y al entierro definitivo de cualquier probabilidad de resucitar la Mancomunidad de Polonia-Lituania. El intento de golpe condujo a la declaración del estado de sitio en Kaunas y probablemente contribuyera al adelanto de la convocatoria electoral.

## Sistema electoral

### Reglas electorales

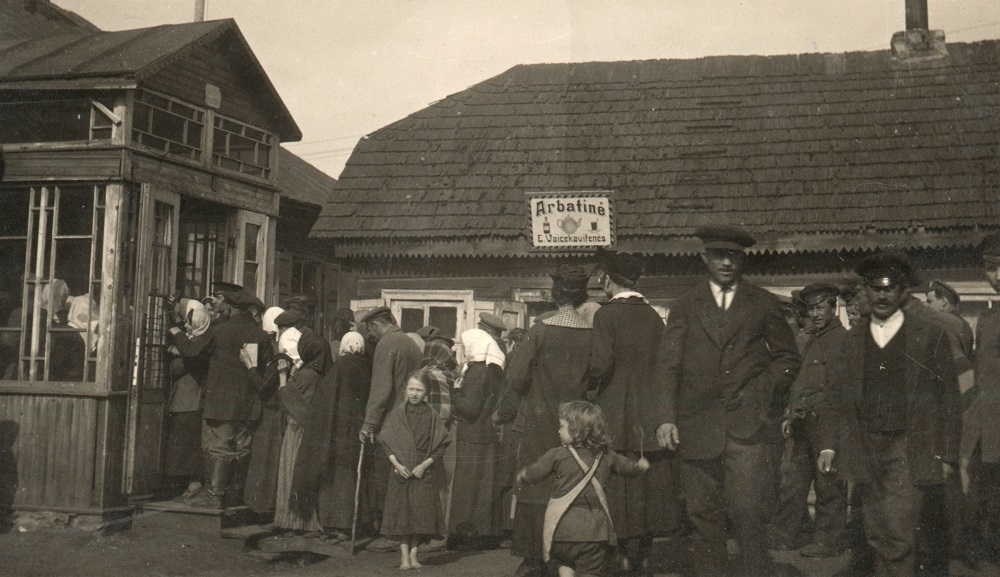
Fila para votar en Radviliškis.

La elección del Seimas constituyente se realizó bajo los Principios Fundamentales de la Constitución Temporal y la Ley sobre la Elección de la Asamblea Constituyente sancionada en octubre de 1919 por el Consejo de Estado. La misma preveía los derechos y deberes de los partidos políticos, así como las multas y castigos por la obstrucción de las elecciones, la agitación de funcionarios estatales en horas de trabajo, la destrucción de anuncios visuales y listas electorales, el ejercicio de coerción o soborno hacia los electores, la realización de campaña fuera de lugar y tiempo. Bajo las disposiciones de la ley, todos los ciudadanos lituanos mayores de veintiún años de ambos sexos tendrían derecho a votar, aunque el personal militar tendría el derecho a voto a partir de los diecisiete años. Los Principios Fundamentales y la legislación electoral original no preveían la duración del mandato del Seimas constituyente, sino que este simplemente estaría en funciones hasta que terminaran de redactar la constitución definitiva de Lituania, momento en el que se convocaría a elecciones generales bajo la misma.
De acuerdo con la ley electoral, el Seimas era elegido por un sistema de escrutinio proporcional plurinominal con listas cerradas. A cada una de las circunscripciones electorales se les asignó un número de escaños determinado de acuerdo a su población, a la razón de un representante por cada 15.000 habitantes, y por las cuales se postularían listas presentadas por partidos políticos o grupos de candidatos independientes (que recibieron el nombre de kuopa). Para poder presentar una lista, los potenciales candidatos debían presentar las adhesiones o firmas de al menos cincuenta votantes en cada circunscripción.
Los candidatos debían ser ciudadanos lituanos en pleno uso de sus derechos civiles y políticos, tener al menos veinticuatro años cumplidos para la fecha final de presentación de listas electorales y no haber sido condenados por ningún delito que «atente contra la dignidad» o condenados por delitos de traición, aunque en esos casos se excluía a los condenados por tribunales extranjeros, tampoco podían presentarse los exconvictos si no habían pasado al menos tres años desde el cumplimiento de su condena. Mientras que el personal militar podía tener derecho a voto aún teniendo menos de veintiún años, los comandantes militares y otros funcionarios del personal militar no podían presentar su candidatura mientras estuvieran en servicio activo.
Bajo las disposiciones de la misma, las elecciones serían administradas por una Comisión Electoral Suprema, designada por el Gabinete de Ministros y aprobada por el presidente de Lituania, la cual a su vez establecía comisiones electorales por distrito para la administración a nivel circunscripcional. La Comisión Electoral Suprema estaba formada por un presidente y cuatro miembros. Supervisaba el desarrollo de las elecciones, nombraba a los presidentes de las comisiones electorales de distrito, examinaba y resolvía las quejas de las comisiones electorales de distrito, determinaba el número de escaños del Seimas elegidos en cada distrito, compilaba una lista de miembros electos del Seimas y lo anunciaba públicamente.

### Circunscripciones parlamentarias
La ley electoral demarcó las fronteras de las circunscripciones electorales, que se aplicarían por el resto del período democrático aunque el número de escaños variase. Las circunscripciones debían reunir a los distintos condados de Lituania y respetar sus fronteras. A continuación, se muestran las circunscripciones electorales de cara a los comicios de la Asamblea Constituyente y las tres posteriores legislaturas del Seimas. En gris claro aquellas donde se realizaron comicios en 1920, y en gris oscuro las áreas en reclamación o donde no se pudieron realizar las elecciones.
| Mapa | Circunscripción | Escaños |
| ---- | --------------- | ------- |
|      | I               | 21      |
| II   | 20              |         |
| III  | 17              |         |
| IV   | 14              |         |
| V    | 24              |         |
| VI   | 16              |         |
| VII  | 30              |         |
| VIII | 29              |         |
| IX   | 22              |         |
| X    | 9               |         |

## Listas presentadas
| Partidos políticos                                               | Partidos políticos | Partidos políticos | Partidos políticos | Partidos políticos | Partidos políticos | Partidos políticos |
| Nombre                                                           | Circunscripción    | Circunscripción    | Circunscripción    | Circunscripción    | Circunscripción    | Circunscripción    |
| Nombre                                                           | I                  | II                 | III                | IV                 | V                  | VI                 |
| ---------------------------------------------------------------- | ------------------ | ------------------ | ------------------ | ------------------ | ------------------ | ------------------ |
| Partido Demócrata Cristiano Lituano (LKDP)                       | Sí                 | Sí                 | Sí                 | Sí                 | Sí                 | Sí                 |
| Unión Campesina (VS)                                             | Sí                 | Sí                 | Sí                 | Sí                 | Sí                 | Sí                 |
| Partido Democrático Popular Socialista de Lituania (LSLDP)       | Sí                 | Sí                 | Sí                 | Sí                 | Sí                 | Sí                 |
| Unión Judía Democrática (ŽDS)                                    | Sí                 | Sí                 | Sí                 | Sí                 | Sí                 | Sí                 |
| Liga Nacional Democrática por la Libertad (Santara)              | Sí                 | Sí                 | No                 | Sí                 | Sí                 | Sí                 |
| Partido Socialdemócrata Lituano (LSDP)                           | No                 | Sí                 | Sí                 | No                 | Sí                 | Sí                 |
| Comité Electoral Central Polaco (CPKW)                           | Sí                 | Sí                 | Sí                 | Sí                 | No                 | No                 |
| Unión Económica y Política de Agricultores Lituanos (EPLZS)      | Sí                 | Sí                 | Sí                 | Sí                 | No                 | No                 |
| Partido del Progreso Nacional (PNP)                              | No                 | No                 | No                 | Sí                 | Sí                 | Sí                 |
| Federación Lituana del Trabajo (LDF)                             | No                 | Sí                 | No                 | No                 | Sí                 | No                 |
| Asociación de Agricultores (ŪS)                                  | No                 | Sí                 | Sí                 | No                 | No                 | No                 |
| Comité Lituano Alemán (LVK)                                      | No                 | Sí                 | No                 | No                 | No                 | No                 |
| Compañía Socialista de Trabajadores y Granjeros (DUSK)           | No                 | No                 | No                 | Sí                 | No                 | No                 |
| Unión de Trabajadores (DZK)                                      | No                 | No                 | No                 | Sí                 | No                 | No                 |
| Listas independientes                                            |                    |                    |                    |                    |                    |                    |
| Nombre                                                           | Circunscripción    | Circunscripción    | Circunscripción    | Circunscripción    | Circunscripción    | Circunscripción    |
| Nombre                                                           | I                  | II                 | III                | IV                 | V                  | VI                 |
| Grupo de candidatos sin partido                                  | Sí                 | No                 | Sí                 | No                 | Sí                 | No                 |
| Grupo de candidatos sin partido de la comunidad de Paežeriai     | No                 | Sí                 | No                 | No                 | No                 | Sí                 |
| Grupo de candidatos sin partido de la ciudad de Kaunas           | No                 | Sí                 | No                 | No                 | No                 | No                 |
| Grupo de candidatos sin partido de la comunidad de Vilkaviškis   | No                 | Sí                 | No                 | No                 | No                 | No                 |
| Lista de candidatos sin partido                                  | No                 | Sí                 | No                 | No                 | No                 | No                 |
| Grupo Alemán de Kybartai                                         | No                 | Sí                 | No                 | No                 | No                 | No                 |
| Lista de trabajadores, servidores públicos y personas sin tierra | No                 | No                 | Sí                 | No                 | No                 | No                 |
| Grupo de hombres (Vaičkus)                                       | No                 | No                 | No                 | Sí                 | No                 | No                 |
| Grupo de candidatos sin partido de d’AIsėdžiai                   | No                 | No                 | No                 | Sí                 | No                 | No                 |
| Grupo de pequeños propietarios y sin tierra de Panevėžys         | No                 | No                 | No                 | No                 | Sí                 | No                 |
| Organización sin partido                                         | No                 | No                 | No                 | No                 | Sí                 | No                 |
| Grupo de personas sin tierra en Biržai                           | No                 | No                 | No                 | No                 | Sí                 | No                 |
| Candidato sin partido de d’Indrioniškis                          | No                 | No                 | No                 | No                 | Sí                 | No                 |
| Lista polaca I                                                   | No                 | No                 | No                 | No                 | No                 | Sí                 |
| Lista polaca II                                                  | No                 | No                 | No                 | No                 | No                 | Sí                 |
| Candidaturas sin partido de la comunidad de Paežeriai            | No                 | No                 | No                 | No                 | No                 | Sí                 |
| Candidatos sin partido de d’Utena                                | No                 | No                 | No                 | No                 | No                 | Sí                 |

## Partidos políticos

### Bloque Demócrata Cristiano

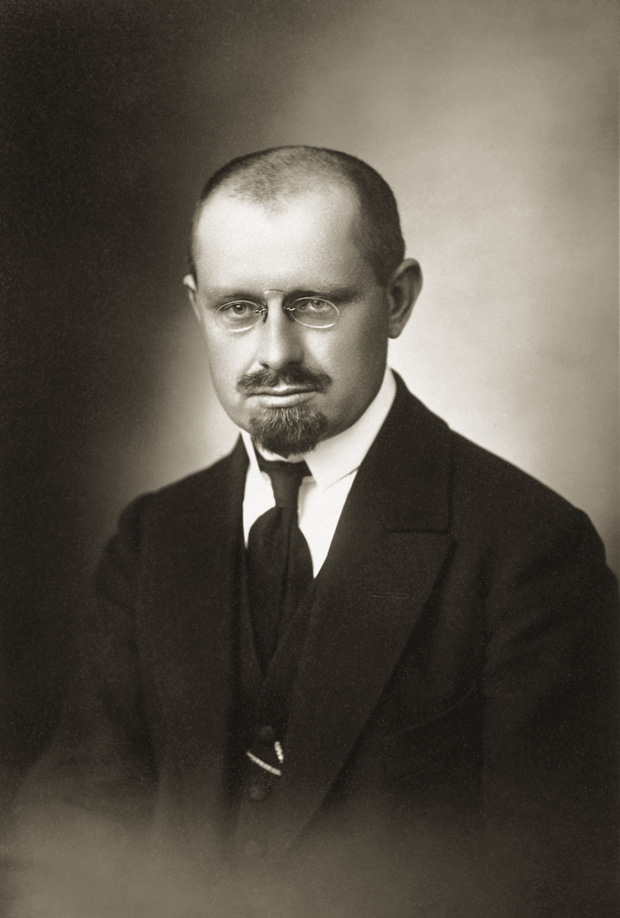
Aleksandras Stulginskis fue líder fundacional del LKDP.

La democracia cristiana como movimiento político había cobrado fuerza en Lituania durante la década de 1890, y se había vuelto particularmente poderoso a partir de la Revolución rusa de 1905. En general, el movimiento buscaba defender una posición privilegiada para la Iglesia católica romana, mayoritaria entre los lituanos, frente a la Iglesia ortodoxa rusa dominante a nivel estatal bajo el zarismo. Por un lado, el movimiento buscaba la independencia de Lituania, con un fuerte tono etnonacionalista y enfáticamente patriótico, aunque esta retórica poco a poco comenzó a impregnarse de un sentimiento antipolaco, en consonancia con el rechazo a las disputas territoriales con Polonia. Por el otro lado, atacaba con dureza las tesis socialistas y socialdemócratas cada vez más difundidas, a las que consideraba demasiado radicales, y buscó frenarlas. Después de la Revolución de 1917, las distintas facciones de este movimiento (divididas entre sus sectores más conservadores y más progresistas en términos económicos) se unificaron para constituir formalmente el Partido Demócrata Cristiano de Lituania o LKDP. El partido fue fundado por opositores a la ocupación alemana, por lo que la mayoría de sus dirigentes fundacionales estaban exiliados en San Petersburgo al momento de la fundación. El LKDP pudo realizar su primer congreso en suelo lituano el 20 de noviembre de 1917, en Vilna, eligiendo a Aleksandras Stulginskis como su presidente.
El LKDP estuvo muy presente en la creación de los primeros órganos de poder del naciente Estado lituano, y muchos de sus miembros fueron invitados a unirse tanto a la Conferencia de Vilna como al Consejo de Lituania. De cara a las elecciones constituyentes, el partido comenzó a establecer bases en todo el país y a organizar la formación de una coalición de base amplia en términos sociales, en particular con los trabajadores y los grupos empresariales, con el objetivo de construir una fuerza política más poderosa. De este modo, el LKDP formalizó una alianza preelectoral con la Asociación de Agricultores o ŪS. Establecida en diciembre de 1919, la ŪS era una asociación económica entre grupos de cooperativas agrarias que buscaba mejorar las condiciones económicas de los agricultores guiada por los valores cristianos. La coalición postuló a miembros de la ŪS en las listas del LKDP, aunque en dos circunscripciones la ŪS presentó listas propias. Otro aliado importante del LKDP de cara a las elecciones fue la Federación del Trabajo de Lituania o DLF, una central sindical fundada en septiembre de 1919 que intentó disputar posiciones con los sindicatos hasta entonces dominados por socialdemócratas. La DLF se presentó en dos circunscripciones en solitario y en el resto respaldó a las listas democristianas. A la unidad resultante de los tres partidos se le denominó «Bloque Demócrata Cristiano», aunque se trató más de una coalición informal.

### Unión Campesina
A finales de la década de 1910, el Partido Democrático de Lituania, partido fundado en 1902 y que había sido una de las principales fuerzas representantes de los lituanos en la Duma Imperial de Rusia, comenzó a fragmentarse en múltiples partidos. Aunque todavía existía en el período previo a las elecciones, no constituyó su entramado legal y muchos de sus miembros formaron y establecieron otros partidos. La Unión Campesina o VS se había fundado tan pronto como el período posterior a la revolución de 1905, pero con el patrocinio del Partido Democrático como una suerte de sindicato agrario, y con muchos de sus integrantes siendo miembros de ambas fuerzas. La VS tenía como objetivo original la nacionalización de la tierra, que luego se limitó a la parcelación de propiedades, y era visto como un partido a la izquierda en el espectro, pero más moderado que los socialdemócratas. La organización había quedado inactiva en 1915, pero se reactivó después del retorno a Lituania de muchos de sus principales ideólogos en 1918. La VS pudo organizar un congreso fundacional el 27 de abril, en le cual eligió a Albinas Rimka como presidente de su Comité Central. El partido también presentó su programa político, cuyos objetivos eran socializar la industria, las tierras señoriales superiores, dividirlas entre los ciudadanos sin tierra y los pequeños propietarios y abolir la servidumbre.

### Partido Socialdemócrata Lituano
El Partido Socialdemócrata Lituano se había fundado en Vilna en abril de 1896, el primer partido político organizado en Lituania, aunque estuvo a punto de ser prácticamente aniquilado por el régimen zarista y no renació hasta iniciada la década de 1900. Desde un principio, había sido establecido de manera separada a otras expresiones socialdemócratas de judíos y polacos en Lituania, que se veían a sí mismos como «revolucionarios rusos» o tenían otras aspiraciones localistas, mientras que los socialdemócratas lituanos aspiraban también a la independencia de Lituania. El LSDP participó en el Gran Seimas de Vilna de 1905, después de la revolución en el resto de Rusia. El partido se reorganizó legalmente en Lituania en 1917, en las secuelas de la Revolución de Febrero, en la cual algunos miembros del partido participaron. Los socialdemócratas lituanos rompieron vínculos con los bolcheviques por la cuestión de la independencia de Lituania y durante la guerra lituano-soviética formaron grupos de partisanos para luchar contra el régimen soviético títere, constituyendo esto un aliciente para que al partido se le permitiera seguir operando legalmente.
Finalizada la guerra y con la convocatoria electoral, el LSDP era por lejos el partido más izquierdista que operaba de manera legal en el país, ante la ilegalidad de los partidos comunistas vinculados a la Rusia soviética. El LSDP se comprometió firmemente con la independencia lituana y también con el régimen parlamentario y democrático, adoptando un programa similar al del Partido Socialdemócrata de Alemania de la época. El periódico oficial del partido, La Voz del Trabajador, proclamó en 1918 su respaldo después de que se declarara la independencia: «En un sistema democrático es donde los trabajadores tendrán las condiciones más favorables para defender su causa. La unidad nacional sólo es necesaria y posible mediante la creación de una Lituania independiente. Una vez creada, la unidad ya no es posible, porque la lucha de clases es inevitable, pero tendrá que realizarse de manera civilizada. El camino del futuro no lo mostrará el proletariado ruso, sino el proletariado alemán».

### Partido Democrático Popular Socialista de Lituania
Después de la Unión Campesina, el Partido Democrático Popular Socialista de Lituania fue la segunda mayor escisión surgida de la implosión del Partido Democrático. Fue fundado en 1917 por Mykolas Sleževičius y Felicija Bortkevičienė. El LSDLP pertenecía a la facción más socialista del Partido Democrático y apoyó un programa de reforma agraria descrito por el propio Sleževičius: «Todo el territorio de Lituania debe ser reconocido como propiedad de todos los residentes lituanos. El mantenimiento de la tierra y los bosques y su gestión y uso deben confiarse a las comunidades, estados y condados locales. Tanto la compra como la venta de tierras deben estar prohibidas a personas individuales. El terreno sólo se alquila y sólo mientras el arrendatario lo trabaje por sí mismo». El partido registró su programa político el 8 de noviembre de 1919, y se organizó un congreso donde este fue aprobado el 6 de enero de 1920. A pesar de la división del Partido Democrático, el LSDLP cooperó estrechamente con la VS (con quienes se terminarían fusionando unos años más tarde) de cara a las elecciones, y formarían un bloque conjunto en el Seimas.

### Partidos de minorías
Los partidos que representaban a las minorías nacionales, fundamentalmente los judíos, polacos y alemanes, se organizaron mucho más tardíamente ante la convocatoria electoral y la mayoría surgieron tan tarde como en los primeros meses de 1920, solo semanas antes de las elecciones. Los partidos políticos judíos: el Partido Sionista, el Grupo Electoral del Pueblo Judío, la seccional lituana de World Agudath Israel y el Folkspartei, crearon una coalición electoral bajo el liderazgo Simon Rosenbaum (antiguo miembro de la Duma Imperial que sería tras las elecciones el miembro más anciano del Seimas), la Unión Judía Democrática o ŽDS. El Comité Electoral Central Polaco, liderado por el sacerdote Bronisław Laus, se fundó en febrero de 1920 y obtuvo su registro en marzo. El Comité Lituano Alemán se fundó en las semanas previas a los comicios bajo el liderazgo de Wilhelm Kruck, sin una estructura demasiado poderosa y con un discurso políticamente centrista, dominado por los sectores burgueses alemanes y la exigencia de autonomía cultural para la población alemana como principal discurso. A pesar de que tales minorías en Lituana constituían juntas más de un 20% de la población del país de acuerdo a las estimaciones de la época, su falta de organización partidaria, sumado a la censura mediática que se les impuso a muchos de estos partidos con las amenazas rusa, alemana y polaca como excusa, les dificultaría conseguir una representación parlamentaria acorde.

## Resultados

### Nivel general

Distribución del voto popular por condado.

La votación se realizó a lo largo de tres días (14, 15 y 16 de abril) entre las 8:00 de la mañana y las 8:00 de la noche. La ley electoral estipulaba que las elecciones se celebrarían en dos días, pero excepcionalmente se autorizó un tercer día de votación para garantizar una mayor participación. Aunque la elección tuvo lugar en días laborables, a los trabajadores y empleados se les debía dar la oportunidad de concurrir a votar. Dado que no se publicaron estadísticas sobre la cantidad de votantes registrados en cada circunscripción, no se dio una cifra oficial de participación. El más tarde presidente Aleksandras Stulginskis declaró que hubo una participación del 90% de los lituanos en edad de votar, aunque esa cifra es cuestionada por algunos investigadores, que situaron la concurrencia entre un 70 y un 78%. En general, existe un consenso histórico en que la participación fue «bastante alta».
El Partido Demócrata Cristiano Lituano obtuvo una amplia victoria con el 35,16% de los votos, siendo la fuerza más votada en cinco de las seis circunscripciones donde se pudo celebrar la elección y obteniendo un bloque de 46 escaños parlamentarios (31 propios y 15 ligados a la Asociación de Agricultores que compartieron listas con el LKDP). Sus victorias más importantes se dieron en las regiones del sur del país, en la primera circunscripción, donde logró el 60,91% de los votos (la única ocasión del período democrático en la que un partido obtuvo una mayoría absoluta de votos en un distrito electoral). En segundo lugar se situó la Unión Campesina con un 17,05% de los votos, obteniendo victorias en algunos condados del norte del país y obteniendo 20 escaños parlamentarios. El Partido Socialdemócrata Lituano obtuvo el 12,76% y 13 escaños, imponiéndose en dos condados en el norte del país. La Federación Lituana del Trabajo, aliada del LKDP, se presentó únicamente en dos circunscripciones, logrando un 10,25% de los votos e imponiéndose en la quinta circunscripción (único distrito electoral donde el LKDP no obtuvo la mayor cantidad de votos). Por último, el Partido Democrático Popular Socialista de Lituania logró el 5,75% de los votos y 9 escaños. En conjunto, el LKDP y sus aliados obtuvieron un 46,51% de los votos y una mayoría de 59 escaños.
La falta de organización de los partidos representantes de minorías étnicas y religiosas, a la par con la represión estatal, se hizo notar en el resultado, pues su presencia se limitó más que nada a los centros urbanos. La Unión Judía Democrática fue el partido de minorías con mejor desempeño al lograr el quinto puesto nacional con el 6,55% de los votos y 6 escaños, logrando al menos un legislador en cada circunscripción y el segundo puesto en la ciudad de Kaunas. A pesar de ser el grupo más castigado por la represión en las secuelas del intento de golpe de Estado, el Comité Electoral Central Polaco alcanzó un 4,27% de los votos, obtuvo tres escaños parlamentarios y logró la primera minoría de votos en Kaunas ante la fragmentación del voto a los partidos mayoritarios nacionales. El Comité Lituano Alemán obtuvo el 1,05% de los votos y solo obtuvo un escaño.
Dadas las complejidades del sistema de cocientes empleado para la distribución de escaños, los cambios de la lealtad partidaria o la creación de bloques legislativos después de la elección, y el hecho de que los escaños eran distribuidos por la autoridad electoral, a veces con criterios arbitrarios, determinar fehacientemente la distribución de escaños por circunscripción es complicado, y depende en gran medida de la fuente que se emplee.
|  | 35.16 % |

|  | 17.05 % |

|  | 12.76 % |

|  | 10.25 % |

|  | 6.55 % |

|  | 5.75 % |

|  | 4.27 % |

|  | 1.12 % |

|  | 1.10 % |

|  | 1.10 % |

|  | 1.05 % |

|  | 0.63 % |

|  | 0.54 % |

|  | 0.51 % |

|  | 0.46 % |

|  | 0.38 % |

|  | 0.37 % |

|  | 0.12 % |

|  | 0.01 % |

|  | 0.81 % |

|  | 100.00 % |

### Resultados por circunscripción
|  | 60.91 % |

|  | 13.05 % |

|  | 11.91 % |

|  | 5.97 % |

|  | 4.19 % |

|  | 2.85 % |

|  | 0.63 % |

|  | 0.49 % |

|  | 100.00 % |

|  | 22.38 % |

|  | 17.92 % |

|  | 14.19 % |

|  | 10.73 % |

|  | 10.25 % |

|  | 8.45 % |

|  | 5.54 % |

|  | 3.99 % |

|  | 3.58 % |

|  | 1.39 % |

|  | 0.62 % |

|  | 0.44 % |

|  | 0.19 % |

|  | 0.16 % |

|  | 0.11 % |

|  | 0.03 % |

|  | 0.03 % |

|  | 100.00 % |

|  | 37.80 % |

|  | 28.54 % |

|  | 9.97 % |

|  | 7.07 % |

|  | 6.88 % |

|  | 3.17 % |

|  | 2.61 % |

|  | 2.23 % |

|  | 1.21 % |

|  | 0.51 % |

|  | 100.00 % |

|  | 38.15 % |

|  | 28.66 % |

|  | 10.78 % |

|  | 8.09 % |

|  | 7.78 % |

|  | 2.73 % |

|  | 1.17 % |

|  | 1.02 % |

|  | 0.77 % |

|  | 0.51 % |

|  | 0.33 % |

|  | 100.00 % |

|  | 27.44 % |

|  | 25.01 % |

|  | 24.11 % |

|  | 7.41 % |

|  | 4.93 % |

|  | 2.98 % |

|  | 2.97 % |

|  | 1.84 % |

|  | 1.40 % |

|  | 0.53 % |

|  | 0.49 % |

|  | 0.48 % |

|  | 0.20 % |

|  | 0.20 % |

|  | 100.00 % |

|  | 44.05 % |

|  | 23.10 % |

|  | 15.47 % |

|  | 6.08 % |

|  | 5.81 % |

|  | 3.76 % |

|  | 0.77 % |

|  | 0.41 % |

|  | 0.20 % |

|  | 0.19 % |

|  | 0.17 % |

|  | 100.00 % |

## Consecuencias
El Seimas constituyente celebró su primera reunión el 15 de mayo de 1920 en Kaunas. La primera sesión debía ser simbólicamente presidida por el miembro más anciano hasta que se eligiera al presidente permanente, pero Simon Rosenbaum, líder de la facción judía y representante de mayor edad, no dominaba el idioma lituano. Gabrielė Petkevičaitė-Bitė una de las únicas cinco mujeres electas y segunda miembro de mayor edad, se ocupó de hacerlo. El líder del LKDP, Aleksandras Stulginskis, fue elegido presidente formal del cuerpo y jefe de Estado de facto de Lituania, mientras que Kazys Grinius, de la VS, asumió como primer ministro al frente de un gabinete de coalición entre su partido y el Bloque Demócrata Cristiano. El 12 de junio se firmó un tratado de paz definitivo con la República Socialista Federativa Soviética de Rusia, pero casi simultáneamente estalló la guerra polaco-lituana, con Polonia respaldando el régimen títere de la República de Lituania Central. La división lituano-bielorrusa del ejército polaco al mando del general Lucjan Żeligowski se apoderó de Vilna en octubre de 1920. La escalada del conflicto motivó que el Seimas constituyente suspendiera su actividad, ya que muchos de sus miembros fueron al frente a luchar. Antes de suspender la sesión, el Seimas creó el llamado Pequeño Seimas (en lituano: Mažasis Seimas), formado por el presidente y seis miembros de la Asamblea Constituyente ordinaria, autorizados a aprobar leyes urgentes. El Seimas constituyente retomó sus actividades en febrero de 1921. Finalmente, la constitución de la nueva República de Lituania se sancionó el 1 de agosto de 1922, convocándose a elecciones parlamentarias bajo la misma.